# Thrinchostoma sjoestedti
Thrinchostoma sjoestedti is een vliesvleugelig insect uit de familie Halictidae. De wetenschappelijke naam van de soort is voor het eerst geldig gepubliceerd in 1909 door Friese.